# 杨仙逸
杨仙逸（1891年—1923年9月20日），祖籍廣東香山北台村。1910年加入中国同盟会。

## 生平

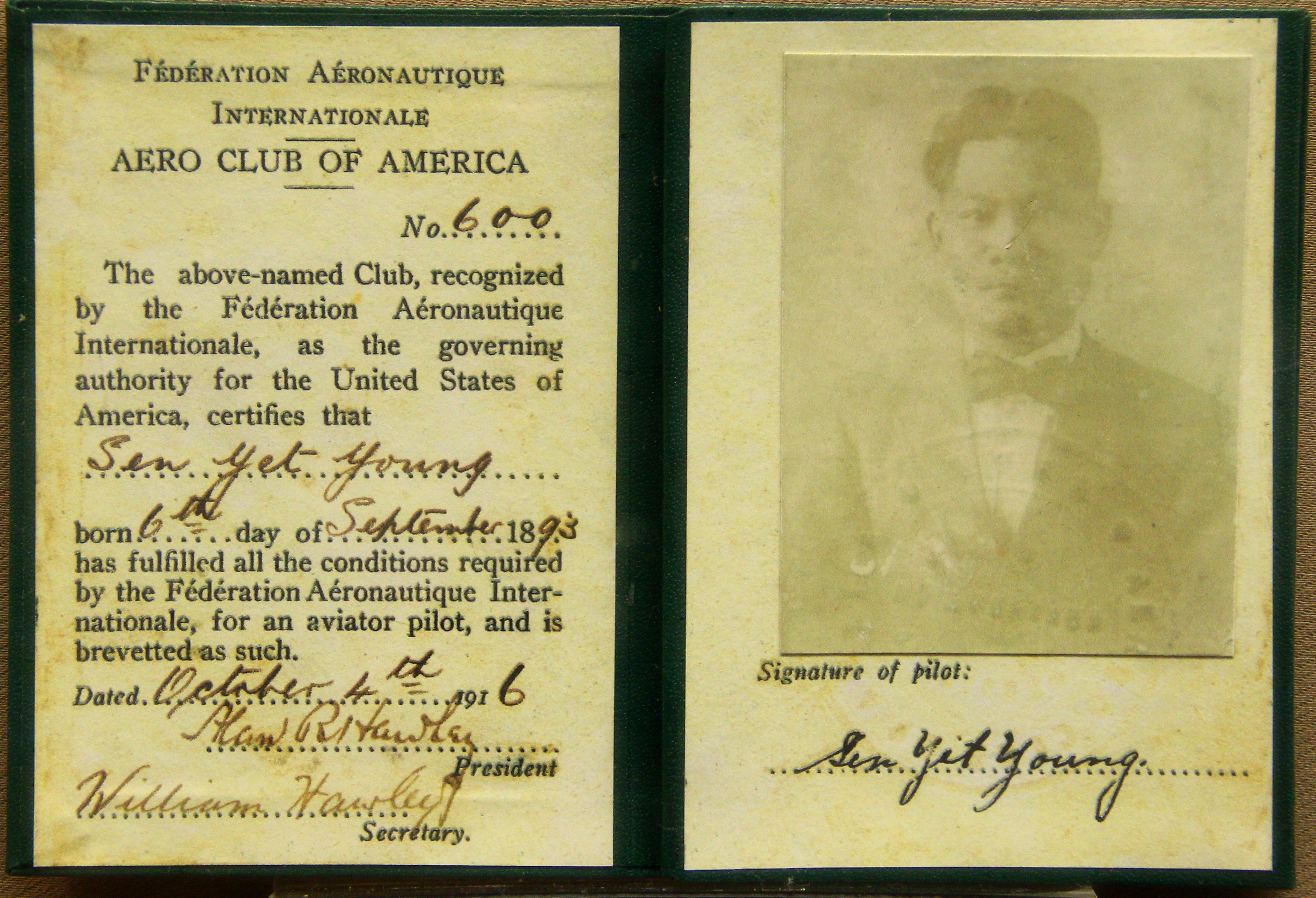
楊仙逸飛行執照

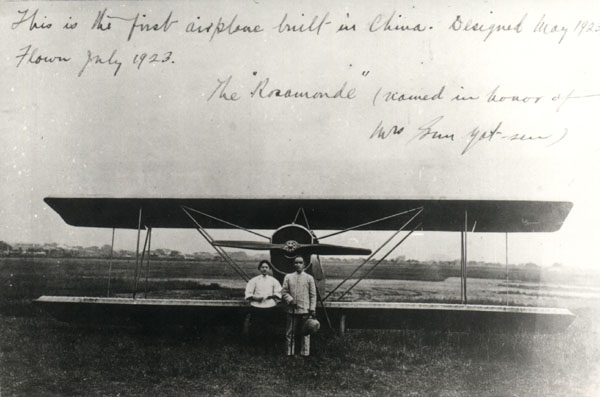
樂士文號（孫中山和宋慶齡）

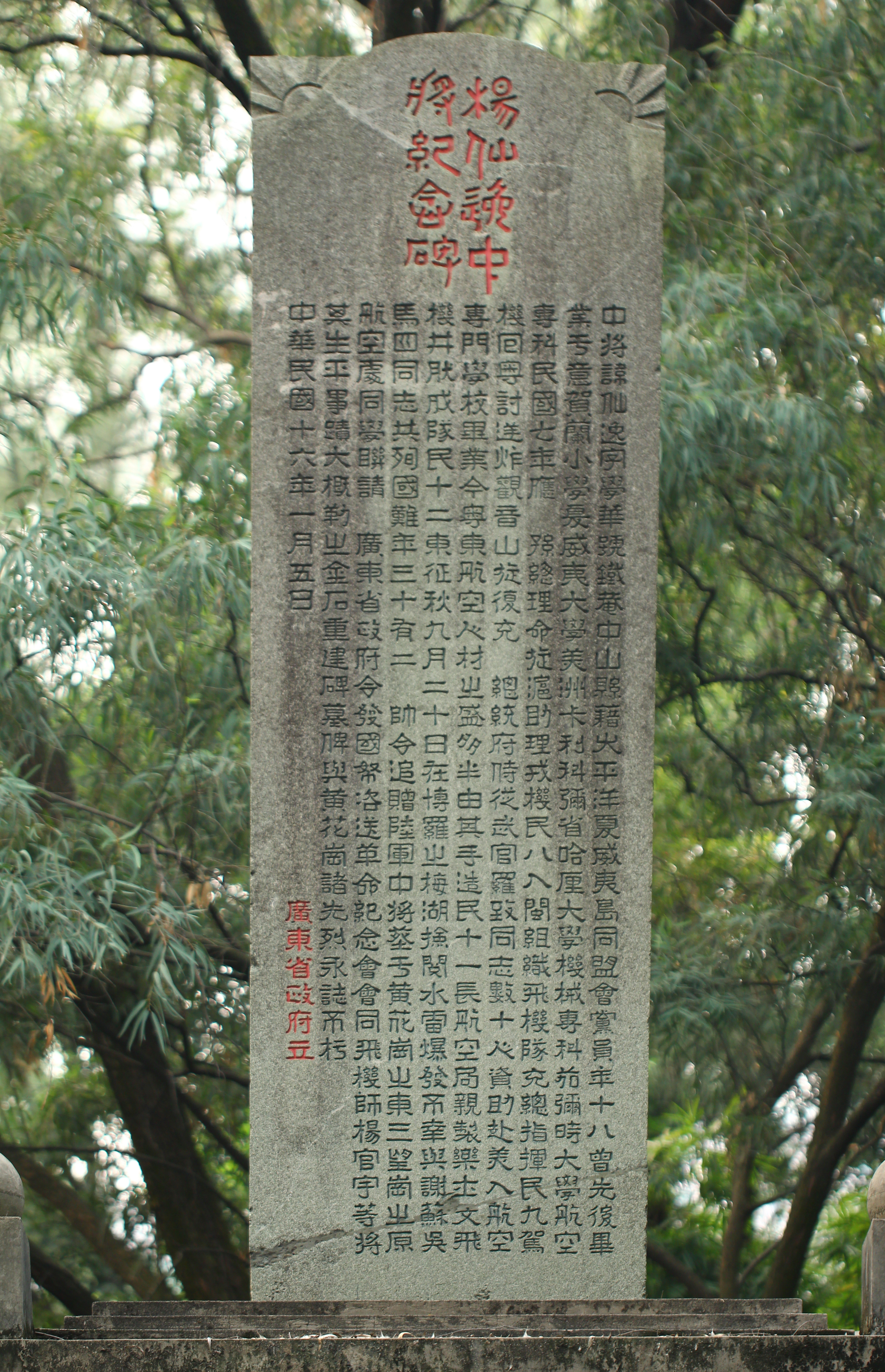
黃花崗墓上的碑文

先后就读于夏威夷大学及加利福尼亚州哈里大学机械专业。毕业后，为响应孙中山“航空救国”号召，再入纽约迦弥斯航空大学，精研飞机制造与驾驶技术，成绩优异，获万国飞行会陆飞行执照。
1917年杨发起组成飞机队，携机回广州参加护法战争，被孙中山任命为飞机队队长。1922年赴美洲向华侨募捐，购买飞机12架，包括其父杨着昆捐献的4架。
民国12年（1923年）3月1日，孙中山从上海返回广州成立新政权，称大元帅府，任命杨仙逸为大元帅府航空局局长，兼任新創辦的廣東飛機製造廠廠長。因經費不足，航空局於是利用航空局的紅屋（今沿江东路421号）作為飛機製造廠，自行研製飛機。同年7月制成中国自行设计生产的以“樂士文號”（Rosamonde，宋庆龄的英文名）命名的第一架军用飞机，正式试航及命名典礼在大沙头机场举行。孙中山为表彰他的卓越功勋，亲笔书写“志在冲天”的横幅赠送给他，现存广东省博物馆。
他后来曾多次指挥和驾驶飞机参加与平定军阀叛乱。是年秋，率飞机参加讨伐军阀陈炯明。
1923年9月，陈炯明在惠州发动叛乱。孙中山派大军讨伐，杨仙逸亦参与作战，在博罗梅湖白沙堆前线，杨仙逸建议从水路进攻，以摧毁惠州城垣。9月20日前往检查水雷改装炸弹时，因意外爆炸而殉难，时年32岁。随即，孙中山在大元帅府下抚恤令，并追认杨仙逸烈士为陆军中将，决定对其进行厚葬。
为纪念杨仙逸，现于中山市石岐区南下，有杨仙逸中学以其名纪念，该校以电脑教育而知名。

## 墓
杨仙逸遗体原葬於广州黄花岗之东三望崗（現黄花岗公园），墓碑是孙中山手书的“杨仙逸先生之墓”七个大字，墓道拱门上放着一飞机模型，象征烈士生平事业和冲天壮志。1927年，廣東省政府重修烈士墓。碑文如下：
|  | 中將諱仙逸，字學華，號鐵庵，中山縣籍，太平洋夏威夷同盟會黨員，年十八，曾先後畢業於意賀蘭小學、夏威夷大學、美洲卡利科彌省哈厘大學機械專科、茄彌時大學航空科。民國七年應孫總理命旋滬助理戎機，民八入閩，組織飛機隊，充總指揮。民九駕機回粵討逆，炸觀音山。旋復充總統府侍從武官楊仙逸碑文，羅致同志數十人資助赴美，入航空專門學校畢業，今粵東航空人材之盛，多半由其手造。民十一長航空局親制樂士文飛機，井然成隊。民十二東征，秋九月二十日，在博羅之梅湖檢閱水雷，爆發，不幸與謝、蘇、吳、馬四同志共殉國難，年三十有二。帥令追贈陸軍中將葬於黃花崗之東三望崗之原。航空處同學聯請廣東省政府令發國帑諮送革命紀念會會同飛機師楊官宇等將其生平事蹟大概勒之金石，重建碑墓，俾與黃花崗諸先烈永誌不朽。中華民國十六年一月十五日 廣東省政府立 |

1920年代初立杨仙逸墓时，其家人以广州之墓远隔家乡，子孙祭扫不便，经航空局同事的协助，由烈士之长兄杨光霖和岳丈程友彝老先生等把杨仙逸之遗体运回中山新村安葬，故有現今中山市环城新村紫马岭公园蟛蜞头山之墓，为中山市文物保护单位。
杨仙逸在黄花岗内的墓，为广州市的一个市、县级文物保护单位，类型为近现代重要史迹及代表性建筑，公布时间为1983年8月，历史年代为1924年。
1979年，因時任全国人大常委会副委员长的宋庆龄的要求，廣東省人民政府和廣州市人民政府拨出专款在黄花岗七十二烈士墓右侧、邓仲元烈士墓之後，按照原貌修复。并将和杨仙逸一起牺牲的四烈士葬在杨仙逸烈士墓之侧。

## 外部連結
- 中山先生广州命名中国首架军用飞机 （页面存档备份，存于）